# Mike Rianda
Pour les articles homonymes, voir Lord.
Mike Rianda est un réalisateur, scénariste et acteur américain né le 25 décembre 1984 à Salinas en Californie.

## Filmographie

### Réalisateur
- 2008 : Everybody Dies in 90 Seconds
- 2010 : Work
- 2021 : Les Mitchell contre les machines

### Scénariste
- 2008 : Everybody Dies in 90 Seconds
- 2010 : Work
- 2012-2015 : Souvenirs de Gravity Falls
- 2021 : Les Mitchell contre les machines

### Acteur
- 2012 : Princess of the Magical Tears : le gardien
- 2014 : Souvenirs de Gravity Falls : Thompson et Lee (1 épisode)
- 2021 : Les Mitchell contre les machines : Aaron, Furbies et le chien parlant